# Volkswagen Caddy
Il Volkswagen Caddy è un veicolo commerciale prodotto dalla casa automobilistica tedesca Volkswagen a partire dal 1980, in quattro generazioni.

## Prima serie (Typ14; 1979-1995)
Il Caddy esordì nel 1980 come versione pick-up e van della prima serie della Volkswagen Golf. Fu esportata prima negli Stati Uniti con il nome di Rabbit Pickup (Rabbit era il nome con la quale veniva chiamata la Golf nel mercato statunitense) poiché il nome Caddy era già stato utilizzato dalla Cadillac. Nel 1982 esordì anche nel resto d'Europa, con il nome Caddy, e gli esemplari destinati al mercato europeo venivano prodotti a Sarajevo, dal 1982 al 1992.

## Seconda serie (Typ9K/9U; 1996-2004)

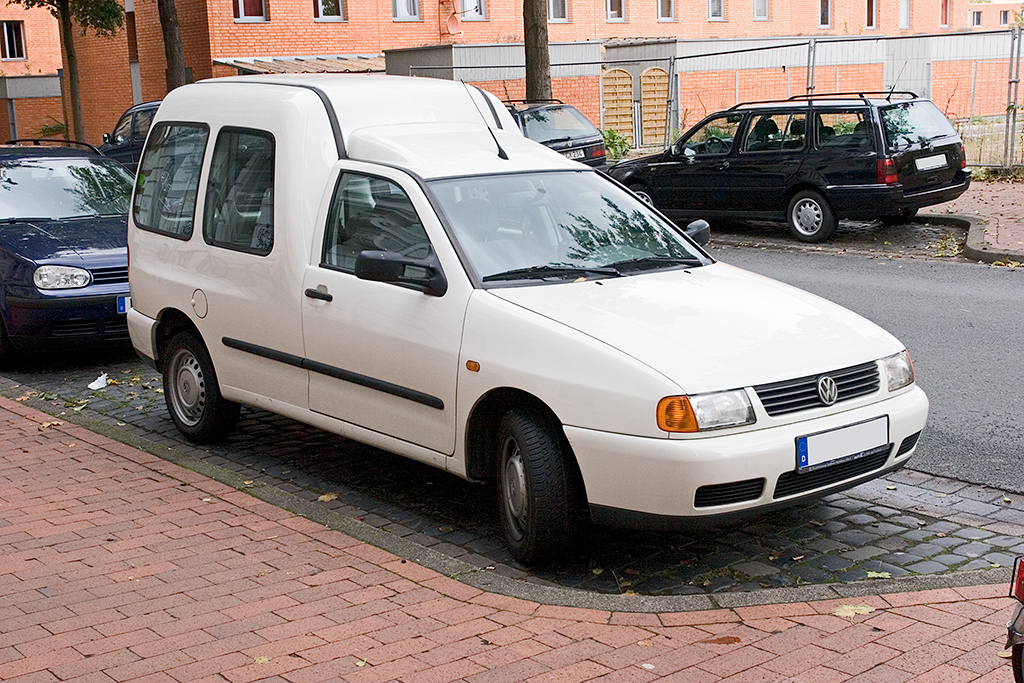
Caddy seconda serie

La seconda serie del Volkswagen Caddy venne introdotta nel 1996 ed era basata sulla terza serie della Volkswagen Polo per quanto riguarda la versione "furgonata", prodotta a Martorell nello storico stabilimento della SEAT in Spagna, mentre la versione pick-up, decisamente meno venduta in Europa, era basata sulla Škoda Felicia e costruita in Repubblica Ceca. Contemporaneamente veniva prodotto un mezzo gemello dalla SEAT, il SEAT Inca, derivato dalla SEAT Ibiza, che dopo qualche anno fu tolto di produzione per decisione della Volkswagen in favore del Caddy. La seconda serie del Caddy venne ufficialmente tolta dai listini nel 2005, mentre continua a essere costruita in Argentina per il mercato dell'America Latina.

## Terza serie (Typ2K; 2004-2021)

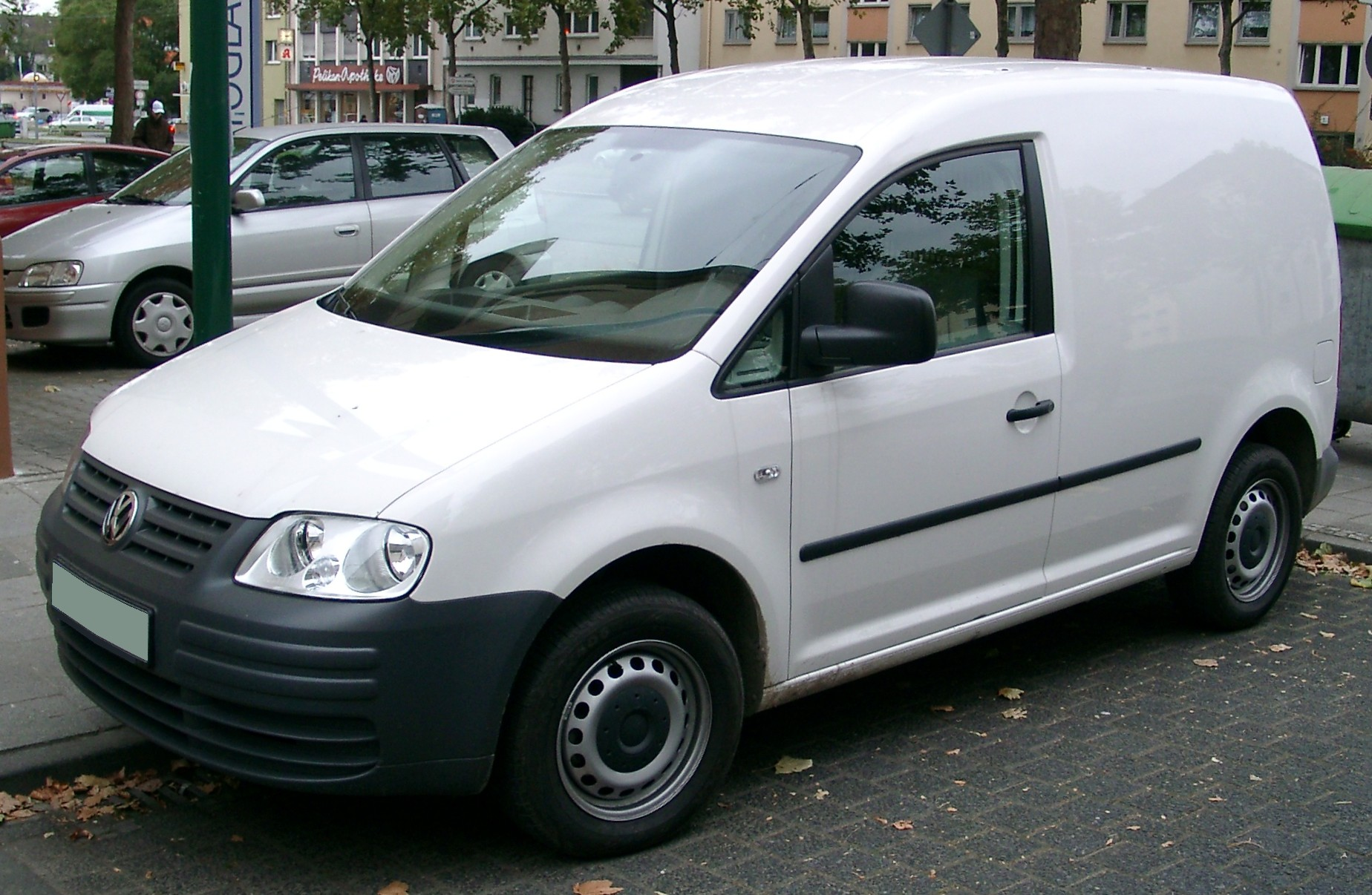
Caddy terza serie

La terza serie, basata sulle contemporanee Volkswagen Golf quinta serie e sulla Volkswagen Touran, presenta una linea molto più aerodinamica e simile a un furgone di classe superiore e si divide in un listino decisamente articolato e viene venduta con diversi nomi e specifiche caratteristiche per ciascuna versione.
La produzione si divide in "Panel Van", "Window Panel Van", Kombi (versione a sette posti spartana), "Caddy Life" (una Kombi con allestimento più adatto alle famiglie) e "Caddy Tramper" (conosciuta anche come Caddy Life Camper, una camper di piccole dimensioni).

### Facelift 2010

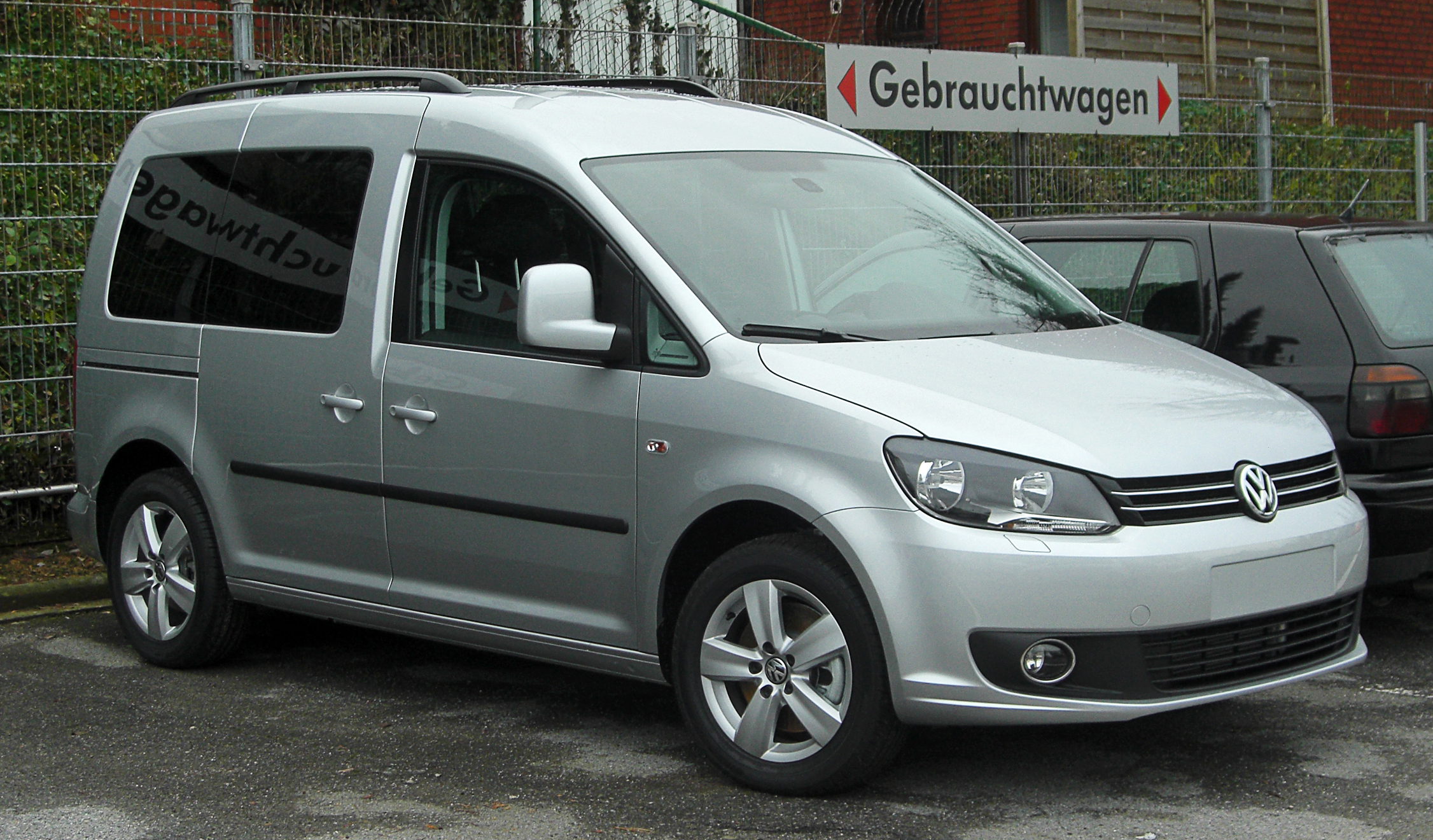
Facelift 2010

Verso la fine del 2010, il Caddy ha subito un restyling per adattarsi al nuovo linguaggio di design dei veicoli Volkswagen. Le modifiche includevano un frontale con nuovi fari e griglia della Touran Mk2, che è simile alla Volkswagen Golf Mk6.

### Facelift 2015

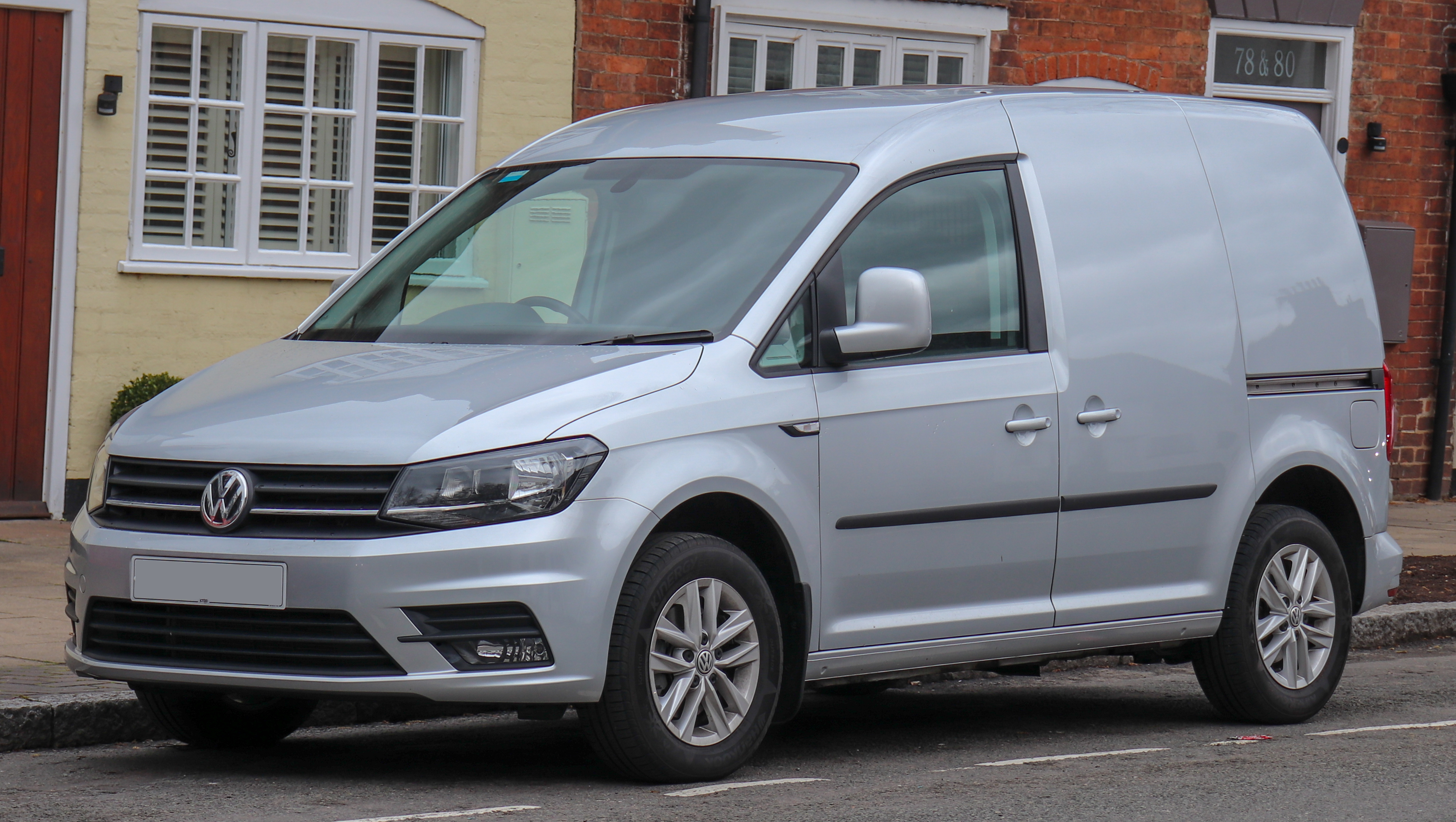
Facelift 2015

Nel 2015 ha subito un secondo restyling costituito da una nuova fascia anteriore, spoiler sul tetto e nuovi interni per mantenerla competitiva rispetto alle rivali più moderne. Indicato come Caddy 2K SA (o Mk4/MkIV). Non si basa sulla nuova piattaforma MQB del Gruppo Volkswagen, ma può essere differenziato rispetto al nuovo frontale della Touran.

## Quarta serie (2021-)

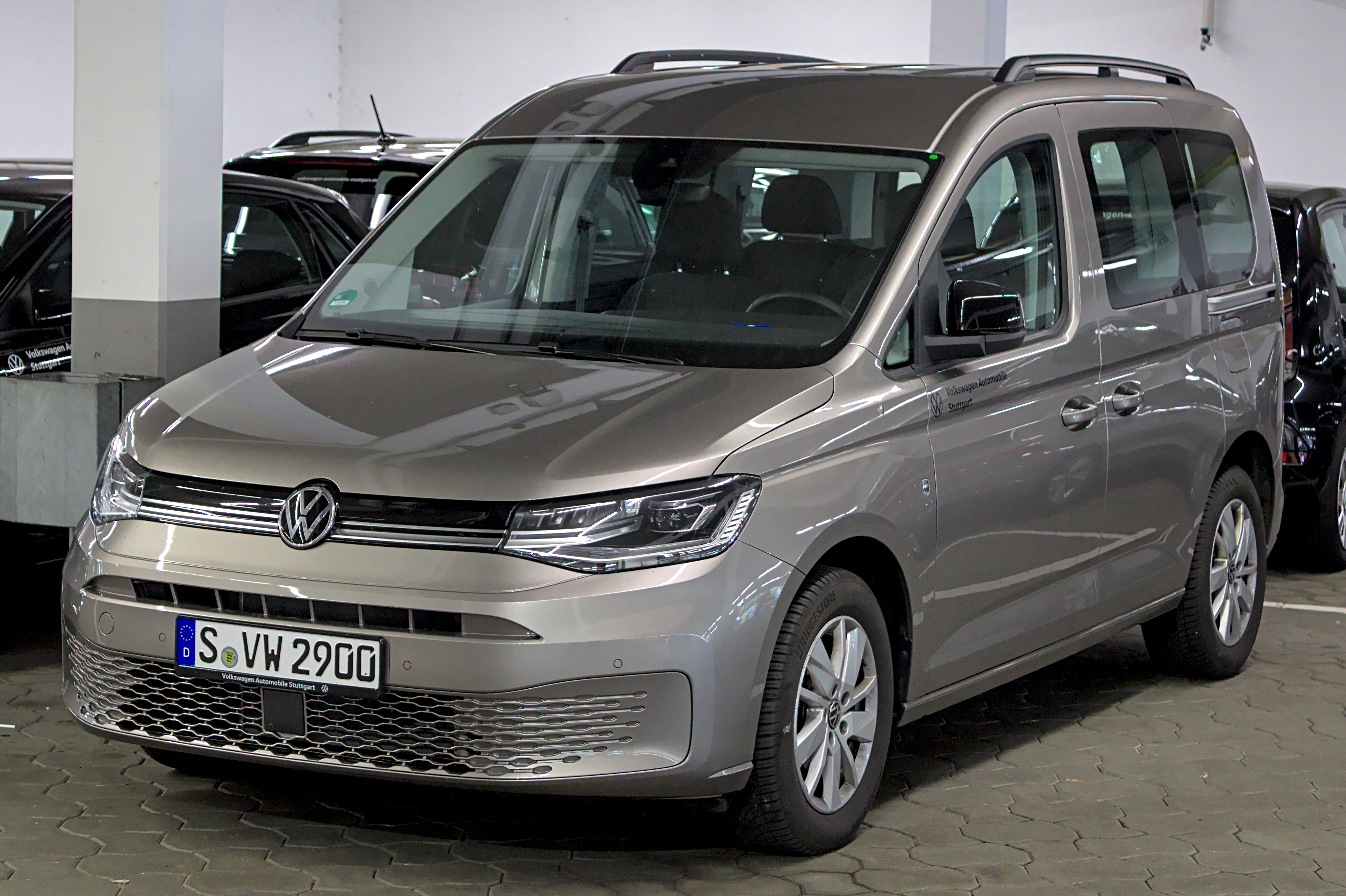
Caddy quarta serie

Il Caddy di quarta generazione è stato presentato nel febbraio 2020 e per la prima volta, utilizza la piattaforma Volkswagen MQB. Il passaggio della piattaforma MQB ha permesso di dotare il veicolo di nuove tecnologie, tra cui il Travel Assist e un nuovo sistemi di infotainment.
Gli allestimenti disponibili sono quattro: Kombi, Caddy Life, Style e Move, mentre la variante furgone viene offerto negli allestimenti Cargo e Cargo Maxi, con quest'ultimo che é a passo lungo.